# 吴塘门
31°25′32″N 120°13′01″E / 31.42545°N 120.21691°E
吴塘门，位于中华人民共和国江苏省无锡市滨湖区，是无锡水路进入太湖的两大出口之一（另一个为独山门）。

## 特点
吴塘口位于太湖边，两侧为康山渚与良河渚，为当地景点。南宋绍兴十四年（1144年），尤时亨在无锡许舍山故居去世后，其子尤袤将其葬于吴塘门，并守墓三年。绍兴十八年（1148年）尤袤进京中进士为官，当地有称吴塘门“代代出紫衣”。宋末道教首领王通二曾在此传教，死后葬于康山渚。明朝进士王纳在吴塘门凤凰山开辟钱塘坞，为当地著名别墅。吴塘村仍有当地望族汪氏的园林吴塘别墅，清朝姚鼐曾在此居住。吴塘门曾是太平天国军与清军交战处，原此处太平军的铁炮现存于无锡市博物院内。